# Crysis Warhead
Crysis Warhead è un videogioco sparatutto in prima persona di fantascienza per Windows, messo in commercio nell'autunno 2008. È l'espansione stand-alone di Crysis, sviluppata dalla Crytek di Budapest e pubblicata dalla Electronic Arts.
Il gioco è ambientato in una storia parallela del primo episodio, e vedrà il giocatore vestire i panni del sergente Michael Sykes detto "Psycho", ex membro delle SAS inglesi, anche se la trama sarà quasi completamente diversa, dato che nel primo episodio Nomad lo incontra raramente.
Come è intuibile dal nome, Psycho è un tipo completamente diverso da Nomad; mentre quest'ultimo è infatti dedito al sotterfugio, Psycho è un tipo d'azione, e avrà quindi un arsenale maggiore, oltre a veicoli personalizzati.
Va infine detto che Crysis Warhead non fa parte della trilogia della serie, dato che il secondo episodio verrà sviluppato più avanti.

## Trama
La storia di Crysis Warhead inizia dopo la missione "Assault" che troviamo nel capitolo precedente (nel video iniziale si può vedere l'attacco aereo al porto). Psycho prosegue insieme a un convoglio dei marines all'avanzata nell'entroterra, ma subiscono un'imboscata dal carismatico colonnello Lee (capo dei nord coreani) e Psycho è costretto a fuggire. Appena raggiunge un luogo sicuro vede un elicottero nord coreano con un container agganciato contenente un esoscheletro volante alieno che probabilmente era lo stesso che aveva preso e poi brutalmente ucciso Jester (secondo e ultimo membro della squadra Raptor a morire) e lui rivive il momento in un flashback. Riceve dal comandante del JSOC Emerson l'ordine di catturare il container a tutti i costi, il che sarà l'obiettivo ricorrente di tutto il gioco. Lungo il suo cammino Psycho incontrerà Sean O'Neill, un pilota Statunitense che in precedenza era stato allontanato dalla squadra di Psycho e diventato grande amico di quest'ultimo, una portaerei Statunitense congelata e abbandonata in un deserto di ghiaccio pullulante di alieni membri delle forze speciali coreane equipaggiate con nanotute simili alle nostre, imponenti esoscheletri alieni quadrupedi con raggi congelanti.

## Modalità di gioco
In Crysis Warhead ci sono 7 livelli.

### Armi
- AY69: Pistola-mitragliatrice coreana, equipaggiabile con un puntatore laser. È possibile usarne due contemporaneamente.
- Lanciagranate: arma portatile a 6 colpi molto potente contro i veicoli.
- Mine Claymore: Mina antiuomo
- Mine anticarro: Mina anticarro.
- Granate EMP: Bombe a mano che sprigionano un impulso EMP capace di mandare in avaria temporaneamente le nanotute che rientrano nel loro raggio di esplosione.
- Cannone da 20mm: Arma pesante anti blindato con proiettili perforanti. È un'arma fissa, montata su veicoli o treppiedi.
- Minigun: Mitragliatrice a canne rotanti con un'alta cadenza di fuoco. È un'arma fissa, montata su veicoli o treppiedi.

Oltre alle nuove armi disponibili sono state cambiate le colorazioni sia allo SCAR che al FY71, ed è stato aumentato il quantitativo possibile di munizioni per il Fucile Gauss (da 20 a 40) e le bombe a mano (da 10 a 16).

### Sistema Anti-pirateria
Nelle versioni piratate del gioco tutte le armi da fuoco spareranno polli al posto dei proiettili, che non faranno nessun danno. Tuttavia il gioco è completabile anche così, posando le armi e prendendo a pugni gli avversari.

## Motore grafico
Anche Crysis Warhead, come il suo predecessore, utilizza il motore grafico CryENGINE 2. In Crysis Warhead tuttavia, il motore grafico è stato migliorato ed è stato ottimizzato per funzionare al meglio anche su computer non recenti.

## Crysis Wars
In allegato al single-player Crytek ha venduto Crysis Wars, un miglioramento del comparto multiplayer a 21 mappe e 3 modalità: alle già presenti Instant Action e Power Struggle è stata aggiunta la modalità Azione di squadra (instant action a squadre).